# ۱۹۲ (پیش از میلاد)
۱۹۲ (پیش از میلاد) ۱۹۲مین سال قبل از تقویم میلادی است.